# Wilhelm Zierow
Wilhelm Zierow (* 19. Oktober 1870 in Nienhagen; † 5. Oktober 1945 in Güstrow) war ein deutscher Lehrer und niederdeutscher Schriftsteller.

## Leben
Wilhelm Zierow war Sohn eines Lehrers und besuchte nach dem Umzug der Familie die Schule in Sarmstorf. Er ging zunächst an das Lehrerseminar in Neukloster, um dann eine Zusatzausbildung zum Sport- und Zeichenlehrer in Dresden zu absolvieren. 1894 wurde er Hilfslehrer in Schwerin. Ab 1895 arbeitete er als Sport- und Zeichenlehrer an der Domschule Güstrow, wo er 1936 pensioniert wurde.
Bekannt wurde er in Mecklenburg als Autor in niederdeutscher Sprache.
Zierow verfasste Erzählungen und Kurzgeschichten, aber auch Lustspiele, die auch zur Aufführung gelangten. Beiträge von ihm finden sich auch in Mecklenburg. Zeitschrift des Heimatbundes Mecklenburg und Die mecklenburgische Heimat sowie den Mecklenburgischen Monatsheften.
Sein Sohn Ulrich Zierow (1906–1949 oder später) studierte an der Universität Rostock und war ab 1933 Beiträger zu den Mitteilungen des Quickborn, wo er sich im nationalsozialistischen Sinne für Belange der Flamen und der Niederdeutschen Bewegung starkmachte. Nach dem Zweiten Weltkrieg wirkt er als Bibliothekar in Berlin.

## Schriften
- Irdgeruch. Heimatbiller un lütt Geschichten ut Meckelborg, 1912
- Dei Kiesbarg. Lustspill, 1912
- Dei Humpelrock. En lustig Spill, 1913
- Plaugfohren. Meckelbörger Geschichten un Heimatbiller, 1918
- Minschen un Vöß, 1918
- Dat Hukuptrecken. En lustig Spill, 1922

## Ehrungen
- John-Brinckman-Preis (1935)